# Муаре, Мило
Мило Муаре (род. 1983) — порноактриса, в прошлом швейцарская концептуальная художница и модель, известная своими выступлениями в обнажённом виде, перформансами и рисованием на собственном теле.

## Биография
Муаре родилась в Швейцарии, в словацко-испанской семье, но большую часть жизни работает в Дюссельдорфе. Муаре имеет психологическое образование. Мило Муаре не была замужем, у неё нет детей. Она живёт в Дюссельдорфе со своим партнёром, фотографом Петером Пальмом.
Муаре неоднократно выступала полностью голой на улицах больших городов, причём в самый разгар дня и в оживлённых местах. По её словам, все её выступления имеют социальный подтекст (как правило феминистский). Один из девизов Муаре — «Уважайте нас! Мы не беззащитные жертвы, даже если мы нагие». Она сознательно балансирует на грани между искусством и порнографией. 
По собственному признанию, она считает, что в искусстве не может быть границ, и единственное ограничение, которое она признаёт, это смерть. В своём выступлении летом 2016 года, которое состоялось в нескольких крупных городах: Дюссельдорфе, Амстердаме и Лондоне, Муаре пригласила публику (людей старше 18 лет) коснуться и погладить её влагалище и грудь в зеркальной коробке (в течение 30 секунд). Во время выступления в Лондоне она была арестована полицией и была оштрафована на 750 фунтов стерлингов.
Стиль Мило Муаре неоднозначно оценивается в обществе. Британский журналист и критик Джонатан Джонс описывает стиль Муаре как «неубедительное заявление, абсурдное, банальное и отчаянное». Джесс Денхэм описывает Муаре как «последнее отчаянное усилие, чтобы потрясти имя искусства».